# NGC 7431
NGC 7431 (również PGC 1765321) – galaktyka znajdująca się w gwiazdozbiorze Pegaza. Odkrył ją Guillaume Bigourdan 30 września 1886 roku.